# 近衛文隆
近衞文隆（日語：このえ ふみたか，1915年4月3日—1956年10月29日），為昭和時期陸軍軍人，最高階位為陸軍中尉。近衛文麿的長子，近衛家第31代當主。

## 經歷
1915年，近衛文麿的長子出生於京都府，命名為文隆。他曾就讀學習院中等科，於升學問題上因為想成為一名外交官，而不顧他人反對，獨自前往美國留學。於羅倫斯威爾中學畢業之後，升讀普林斯頓大學政治學部。在大學生涯中，他學會了打高爾夫球，而且還是全校第一名。1938年回國，之後擔任其父的秘書官。
1939年，他成為東亞同文書院講師，因而前往上海。到達上海後，他曾被中華民國女特務鄭蘋如暗殺，未遂，內閣決定讓他回國。回國後他堅持要和蔣介石直接交涉，軍部視之為問題，1940年讓他加入滿州阿城砲兵連隊，於幹部候補生考査中過關，升為陸軍中尉。
於太平洋戰爭期間，近衛文隆與貞明皇后外甥女、本願寺管長事務代理大谷光明之女正子結婚。1945年，滿洲發生戰爭，文隆在戰爭中受傷，被格烏轄下的施密爾舒俘虜，成為了西伯利亞滯留者，曾換過十五個收容所。在拘留期間，蘇聯軍官曾希望他加入蘇聯軍隊，但被他一口拒絕。1955年，兩國正式簽訂日蘇共同宣言，因此日本國內曾有數十萬人聯署，要求時任首相鳩山一郎將西伯利亞滯留者回國，可最終未能實現。1956年10月29日，文隆於伊萬諾沃州一間收容所死去，終年41歲，死因為動脈硬化而引起的腦出血以及急性腎炎（另外一種說法是他被暗殺）。1958年，在遺孀正子努力下，文隆的遺骸成功回國。
父親近衛文麿生前曾十分思念文隆，希望他有朝一日可回國，但最終事如願違。因為有首相之子死在他鄉，所以有人批評拘留過份殘酷。
1991年，日方根據「遭政治打壓犠牲者名譽恢復法」第二及第三條，近衛文隆恢復榮譽。1992年，俄羅斯也批准他恢復榮譽，於五年後發出證明書。

## 家庭
文隆為文麿長子，其後有兩妹一弟，分別是昭子、溫子、通隆，昭子先嫁島津忠秀，之後改嫁整體師野口晴哉；溫子嫁給細川護貞；而通隆則過繼給二叔秀麿。
他有一個兒子隆明，但由於不是嫡子（文隆在隆明出世之前與正子結婚，而沒有選擇跟隆明的生母結婚，因此隆明並沒有跟隨父親的姓氏），所以由二妹溫子的次子忠煇繼承近衛家。

## 登場作品
- 【異國之丘】（ミュージカル異国の丘）[8]
- 【魔都夜曲】[9]